# USS Chub (SS-329)
Za druga plovila z istim imenom glejte USS Chub.
USS Chub (SS-329) je bila jurišna podmornica razreda balao v sestavi Vojne mornarice Združenih držav Amerike.